# Oleinae
Oleinae, podtribus maslinovki, dio tribusa Oleeae. Postoji 14 rodova, tipični je maslina (Olea), i poznatije vrste forestijera i zelenika ili komorika (Phillyrea).

## Rodovi
1. Olea L. (12 spp.)
2. Tetrapilus Lour. (23 spp.)
3. Haenianthus Griseb. (3 spp.)
4. Chionanthus L. (140 spp.)
5. Notelaea Vent. (24 spp.)
6. Picconia A. DC. (2 spp.)
7. Hesperelaea A. Gray (1 sp.)
8. Noronhia Stadman (104 spp.)
9. Phillyrea L. (2 spp.)
10. Osmanthus Lour. (25 spp.)
11. Cartrema Raf. (4 spp.)
12. Chengiodendron C.B.Shang, X.R.Wang, Yi F.Duan & Yong F.Li (3 spp.)
13. Forestiera Poir. (22 spp.)
14. Priogymnanthus P. S. Green (4 spp.)